# Joseph Sadoc Alemany

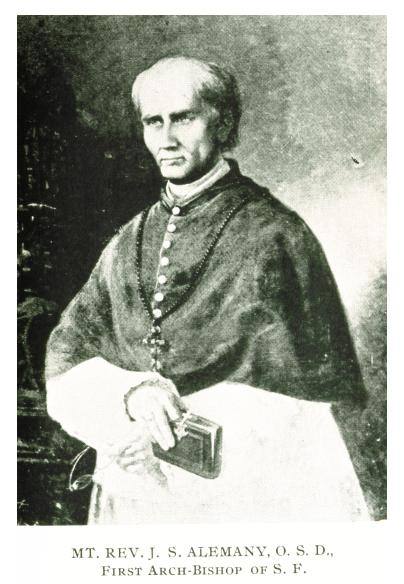
Joseph Sadoc Alemany

Joseph Sadoc Alemany y Conill (Vic, 3 juli 1814 – Valencia, 14 april 1888) was een Catalaans-Amerikaans aartsbisschop en missionaris. Van 1850 tot 1853 was hij de eerste bisschop van Monterey in Californië en van 1853 tot 1884 de eerste aartsbisschop van San Francisco.

## Biografie
Alemany werd in 1814 in Vic, 60 kilometer ten noorden van Barcelona, geboren. In 1830 sloot hij zich aan bij de orde der Dominicanen en in september 1831 legde hij zijn gelofte af. In 1837 werd Alemany tot priester gewijd. Hij studeerde aan het college van Sint Thomas in Rome en had als student een audiëntie bij paus Gregorius XVI. In 1840 behaalde Alemany zijn licentiaat in de theologie.
In 1840 zonden de Dominicanen hem naar de Verenigde Staten, waar hij acht jaar lang in het oosten en zuiden van het land missionariswerk verrichtte. Hij werd uiteindelijk genaturaliseerd als Amerikaans staatsburger. Na die acht jaar werd Alemany aangesteld provinciaal van de oostelijke provincie van de Amerikaanse Dominicanen. Als bisschop van Monterey ijverde Alemany bij de Public Land Commission voor de teruggave van alle missiegronden aan de kerk.
Nadat Alemany in Rome opgeroepen was, ontmoette hij op 11 juni 1850 kardinaal Giacomo Franzoni, die hem mededeelde dat hij aangesteld was als bisschop van Monterey in Californië. Alemany antwoordde simpelweg "neen", maar paus Pius IX sprak vijf dagen later persoonlijk met Alemany en vertelde hem dat hij naar Californië moest gaan: "Where others are drawn by gold, you must carry the Cross." Op 30 juni werd Alemany plechtig ingewijd. Hij werd als dusdanig de eerste Amerikaanse bisschop in Californië. 
Toen het aartsbisdom San Francisco – dat Noord-Californië en de latere staten Nevada en Utah omvat – drie jaar later werd opgericht, stelde paus Pius IX Alemany prompt aan als de eerste aartsbisschop. Bij de aankomst van de aartsbisschop in San Francisco, waren er in zijn aartsbisdom slechts drie katholieke parochies: de San Francisco de Asís-missie uit 1776, de St. Francis of Assisi-kerk uit 1849 en St. Patrick uit 1851. Als aartsbisschop overzag Alemany de uitbreiding van de Katholieke Kerk in Californië, veelal met kerken specifiek gericht op de nieuwe Italiaanse, Ierse, Franse, Duitse en Mexicaanse minderheden die na de Californische goldrush binnenstroomden. Tijdens zijn termijn stichtten de jezuïeten tevens de Santa Clara-universiteit en de Universiteit van San Francisco, namen de Broeders van de Christelijke Scholen het Saint Mary's College over, stichtten de Zusters van Onze-Lieve-Vrouw van Namen de Notre Dame de Namur University in San Jose en richtten de Zusters van de Heilige Naam van Jesus en Maria in Oakland de Holy Names University op. Alemany zorgde zelf voor de oprichting van een nieuwe Dominicaanse provincie en twee plaatselijke ordes.
Alemany wou graag opnieuw missionariswerk verrichten en vroeg daarom een coadjutorbisschop aan. In 1883 werd Patrick William Riordan door paus Leo XIII aangesteld als coadjutor. In 1884 volgde die Alemany officieel op als aartsbisschop.

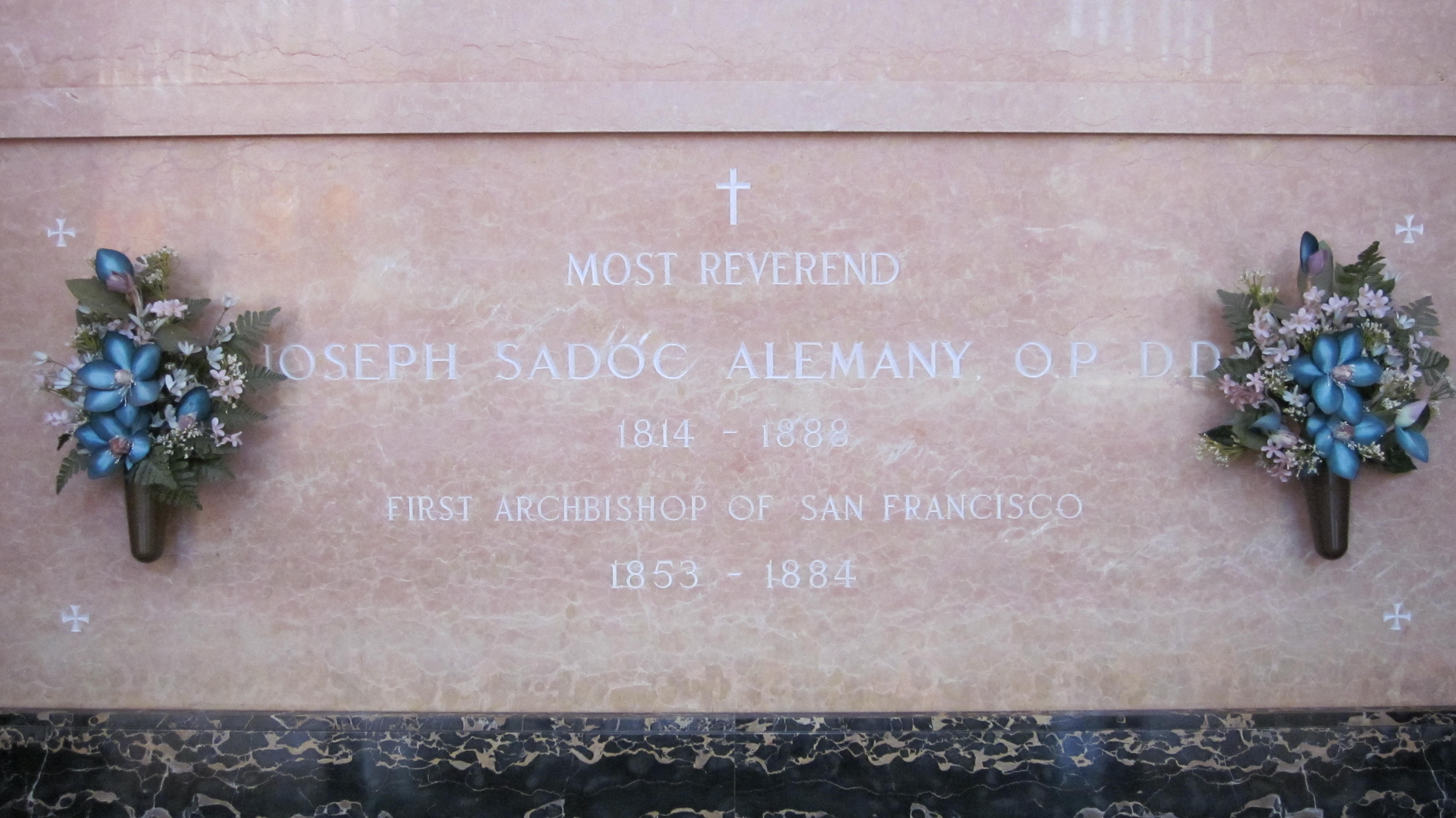
De grafsteen van aartsbisschop Alemany in het mausoleum van het Holy Cross-kerkhof in Colma.

Na zijn ontslag reisde hij naar New York. Hij werd er door de katholieke generaal William Rosecrans aan president Grover Cleveland voorgesteld. Alemany bezocht daarna Italië, waar hij een onderhoud had met de paus en waar hij titulair bisschop van Pelusium werd gemaakt. Daarna keerde Alemany terug naar zijn geboortestreek, Catalonië. Op 14 april 1888 overleed hij in Valencia. Hij werd begraven in de kerk van zijn geboortedorp. In 1965 werd zijn lichaam overgebracht naar San Francisco, waar hij een begrafenismis onder leiding van aartsbisschop Joseph Thomas McGucken in de Old Saint Mary's Cathedral kreeg. Zijn lichaam werd bijgezet in een crypte voor aartsbisschoppen in het mausoleum van het Holy Cross Cemetery in Colma.
Alemany Boulevard en Alemany Maze in San Francisco, Bishop Alemany High School in Mission Hills en de Archbishop Alemany Library van de Dominican University in San Rafael zijn alle naar hem vernoemd.
- Biblioteca Nacional de España: XX863164
- International Standard Name Identifier: 0000 0000 9785 4336
- Library of Congress Control Number: n96079637
- Virtual International Authority File: 89497567
- WorldCat: E39PBJvMtB373YyCh7d9TRcgKd